# Натхо, Амир Адамович
Ами́р Ада́мович Натхо́ (род. 9 июля 1996, Майкоп) — российский футболист, полузащитник.

## Биография
Родился 9 июля 1996 года в Майкопе, где и начал заниматься футболом в школе местной «Дружбы». В 12 лет перешёл в тольяттинскую Академию футбола имени Юрия Коноплёва. После выпуска из тольяттинской академии на игрока обратил внимание главный тренер казанского «Рубина» Курбан Бердыев. С основной командой «Рубина» Натхо прошёл несколько сборов, однако не стал заключать контракт и по совету отца вернулся в «Дружбу», чтобы набраться опыта игры на профессиональном уровне.
За основной состав «Дружбы» дебютировал 16 июля 2012 года, выйдя в стартовом составе на матч 1-го тура первенства ПФЛ против клуба МИТОС (0:1), в котором был заменён на 59-й минуте. Всего провёл за команду 18 матчей и забил 1 гол в ПФЛ и сыграл 1 матч в Кубке.
В июле 2014, подписал контракт с «Барселоной B».
20 октября 2018 года дебютировал в чемпионате Румынии, выйдя в стартовом составе «Вииторула» на матч против «Сепси», и был заменён в перерыве.
В 2023—2024 годах — игрок медиафутбольной команды 2DROTS.

## Личная жизнь
Родился в многодетной семье, имеет двух сестёр. Отец — Адам Натхо (род. 1959), футболист и футбольный тренер, наиболее известный по выступлениям за майкопскую «Дружбу». С 2008 года является генеральным директором клуба.
Двоюродный брат Бибрас Натхо — игрок сборной Израиля. В 2015—2016 годах был одноклубником Амира по ЦСКА.